# 1944 în științifico-fantastic
- 1943 în științifico-fantastic — 1944 în științifico-fantastic — 1945 în științifico-fantastic

1944 în științifico-fantastic a implicat o serie de evenimente:

## Nașteri și decese

### Nașteri
- Richard Bowes
- Eddy C. Bertin (d. 2018)
- Damien Broderick
- Terry Brooks
- Mildred Downey Broxon
- Jack L. Chalker (d. 2005)
- David Feintuch (d. 2006)
- David Gerrold
- Molly Gloss
- Donald F. Glut
- Roland J. Green
- Russell M. Griffin (d. 1986)
- Ken Grimwood (d. 2003)
- Marianne Gruber
- Siegbert G. Günzel
- E. J. Havlik
- Maxim Jakubowski
- Katharine Kerr
- James Kunetka
- Peter Lorenz (d. 2009)
- Gerd Maximovic
- István Nemere
- Phillip J. Plauger
- Christopher Stasheff (d. 2018)
- Marianne Sydow, Pseudonimul lui Marianne Ehrig (d. 2013)
- Gianfranco de Turris
- Vernor Vinge
- Edmund Wnuk-Lipiński (d. 2015)
- Zhang Xiguo

### Decese
- Johannes Cotta (n. 1862)
- Max Halbe (n. 1865)
- Hans Hyan (n. 1868)
- Isolde Kurz (n. 1853)
- August Wick (n. 1869)

## Cărți

### Romane
- Future Times Three de René Barjavel
- Renaissance de Raymond F. Jones
- Sirius de Olaf Stapledon
- This Island Earth de Raymond F. Jones
- Time Must Have A Stop de Aldous Huxley
- Worlds Beginning de Robert Ardrey

### Colecții de povestiri
- The Eye and the Finger de Donald Wandrei
- Lost Worlds de Clark Ashton Smith
- Jumbee and Other Uncanny Tales de Henry S. Whitehead
- Sleep No More, antologie SF&F editată de August Derleth

### Povestiri
- „Olhoi - Horhoi” de Ivan Efremov[2]
- „Nesiriuzitate” de Fredric Brown

## Filme
| Titlu                       | Regizor        | Distribuție                                             | Țara                       | Sub-Gen /Note |
| --------------------------- | -------------- | ------------------------------------------------------- | -------------------------- | ------------- |
| The Invisible Man's Revenge | Ford Beebe     | Jon Hall, John Carradine                                | Statele Unite ale Americii |               |
| The Lady and the Monster    | George Sherman | Vera Ralston, Richard Arlen, Mary Nash, Sidney Blackmer | Statele Unite ale Americii |               |
| The Monster Maker           | Sam Newfield   | J. Carrol Naish, Ralph Morgan, Tala Birell              | Statele Unite ale Americii |               |
|                             |                |                                                         |                            |               |